# François Peissel
Pour les articles homonymes, voir Peissel.

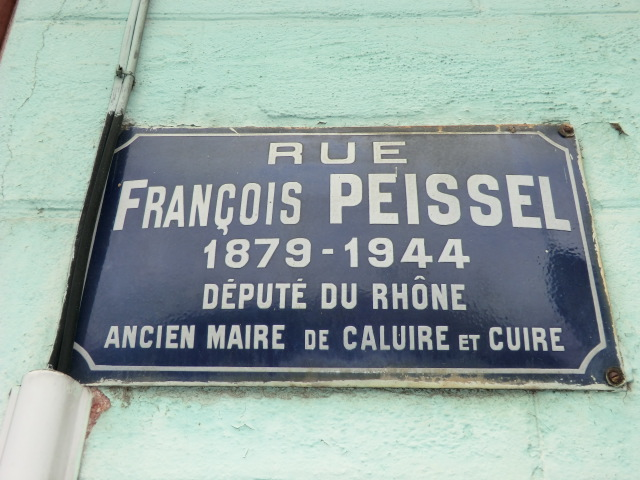
Panneau de la rue Peissel, à Caluire-et-Cuire.

François Peissel est un homme politique français, né le 22 mai 1879 à Lyon et mort le 15 mars 1944 à Caluire-et-Cuire, dans le Rhône.
Négociant en soierie, il est député du Rhône de 1928 à 1940 et siège à droite. Il fut également maire de Caluire-et-Cuire. C'est un parlementaire très actif. Le 10 juillet 1940, il vote les pleins pouvoirs au maréchal Pétain.